# Ingrid Dahlberg
Ingrid Dahlberg (* 12. Dezember 1941 in Vetlanda) ist eine schwedische Regisseurin, Film- und Fernsehproduzentin und Politikerin.

## Leben
Ingrid Dahlberg studierte in den USA an der Barlock's School of Commerce und der Lindenwood University in Missouri. 1963 stieg sie in das schwedische Fernseh- und Radiogeschäft ein. Zunächst in Nachrichtenredaktionen tätig, übernahm sie später redaktionelle Aufgaben beim schwedischen Fernsehsender SVT3 und etablierte sich ab 1983 bei SVT1. Dort war sie zuständig für den Themenbereich Theater. Von 1991 bis 1993 war sie Vorstandsmitglied des Nordic Film and TV Fund.
Neben ihrer Fernsehkarriere ist sie auch am Theater aktiv. Von 1996 bis 2002 leitete sie das schwedische Nationaltheater Königliches Dramatisches Theater (Dramaten) in Stockholm. 2001 wurde sie von der schwedischen Wirtschaftszeitschrift Affärsvärlden zur Leiterin des Jahres gekürt.
Seit 2002 ist sie Regierungspräsidentin (Landshövding) der schwedischen Provinz Dalarnas län. Außerdem sitzt sie im Vorstand des Högskoleverket.

## Filmografie
- 1991: Den goda viljan (Fernsehmehrteiler)
- 1992: Die besten Absichten (Den goda viljan)
- 1995: Svinet (TV)
- 1995: Tribunal (TV)
- 1995: Rucklarens väg (TV)
- 1996: Hamsun
- 1996: Jerusalem
- 1996: Enskilda samtal (TV)

## Werke
- Dansen kring guldkalven (Mit Ragnar Boman), 1975
- Resan till Pjongjang, 1975 in Stockholm uraufgeführt
- Studenten, TV-Drama, 1981